# Josef Höpfl
Josef Höpfl (15. Februar 1853 – 6. Dezember 1926 in Berlin) war ein deutscher Opernsänger (Bariton), Opernregisseur und Dramaturg.

## Leben
Höpfl, der bereits als Altist im Domkirchenchor wirkte, war kurze Zeit im bayerischen Staatsdienst tätig, während welcher Zeit er seine Stimme in Konzerten erprobte. Am 14. Juni 1898, nachdem seine Stimme im Auftrage der Intendanz von C. Törsleff ausgebildet worden war, debütierte er am Dresdner Hoftheater und wurde noch im selben Jahre ebenfalls durch die Intendanz dem Stadttheater in Essen zur weiteren Bühnenausbildung überwiesen, woselbst er am 15. Oktober als „Wolfram“ auftrat. Nach einjährigem Wirken daselbst – ausschließlich in Rollen des ersten Faches – ging er nach Karlsruhe, wo seine Stimme ebenfalls allgemeine Anerkennung fand.
1900 trat der Heldenbariton, um dessen Engagement sich Bühnen vom Range Köln, Mannheim Leipzig etc. bewarben, wieder in den Verband der Dresdner Hofbühne, wo er im Anfang vertretungsweise für Karl Scheidemantel und Carl Perron auftrat und seiner Kunst immer mehr Freunde zuführte.
Nach einem weiteren Engagement am Opernhaus Breslau wurde er 1915 von Max von Schillings als Dramaturg und Oberspielleiter an die Berliner Hofoper engagiert.
Zu seinen größeren Partien zählten „Wolfram“, „Fasold“, „Kühleborn“, „Escamilio“, „Tonio“, „Valentin“, „Heerrufer“ etc.